# Остаци сакралних објеката у Горњачкој клисури
Остаци сакралних објеката у Горњачкој клисури, на њеном почетку (од Жагубица), обухватају рушевине два манастира (Митрополија и Благовештење) и једне пећинске испоснице, у клисури коју је створила река Млава. Ова целина се налази под заштитом Републике Србије, као споменик културе од великог значаја.

## Манастир Благовештење
Комплекс манастира Благовештења био је изграђен на вештачки створеним степеничастим заравнима које су направљене подизањем потпорних зидова. Манастирска црква има триконхоналну основу, карактеристичну за споменике Моравског стила, због чега се њено подизање датира на крај XIV века. У њеној унутрашњости, тачније у средишту олтарске апсиде, нађена дводелна часна трпеза, направљена од камена. Према записима са краја XV века, манастир је подигао Стефан Лазаревић (кнез 1389—1402, деспот 1402—1427).

## Манастир Митрополија
Манастир, чији су остаци познати као Митрополија, подигнут је на заравни у подножју Малог Вукана и састојао се од две цркве (Велике и Мале). 
Велика црква има, за Моравски стил карактеристичну, триконхоналну основу, са нартексом и егзонартексом. Њене бочне (певничке) апсиде су полукружне основе и у њиховим почецима се налазе пиластри на које се надовезују четири ступца, што није уобичајено код цркава моравског стила. .
Мала црква, позната као Богородица Пречиста, има правоугаону основу са олтарском апсидом која је споља тространа, а изнутра полукружна, док су јој зидови покривени квадерима сиге.